# Туро Руди

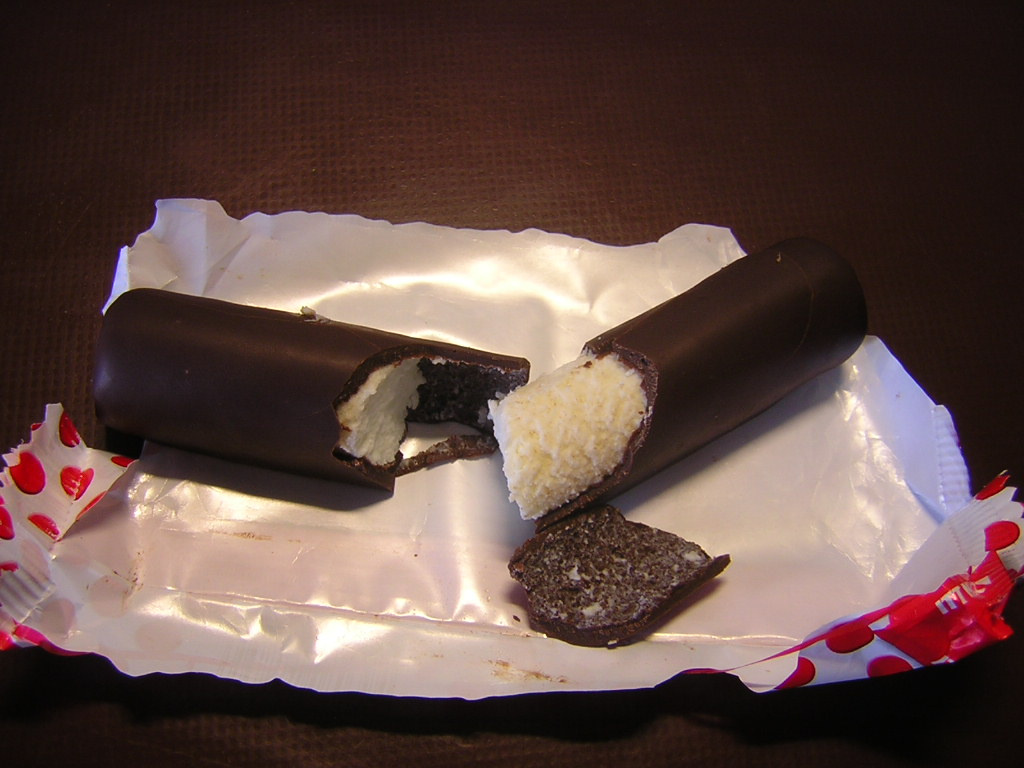
Батончик «Туро Руди»

«Туро Руди» (венг. Túró Rudi) — шоколадный батончик с начинкой из творога, популярное лакомство в Венгрии. Появился в Венгрии в 1960-х годах как адаптация советских глазированных творожных сырков. Название придумал психолог Шандор Клейн, которому поручили продвижение товара.
Выпускается двух размеров (30 г и 51 г) и двух основных видов: с горьким и молочным шоколадом. Также встречается «Туро Руди» с творожной начинкой с добавлением абрикосового конфитюра. У «Туро Руди» традиционная обёртка в красный горошек по имени венгерского производителя «Pöttyös» («В горошек»). Хранится в холодильнике при температуре +4 °C.